# Cymarioideae
Cymarioideae, biljna potporodica, dio porodice medićevki. Postoje dva priznata roda s ukupo svega 3 vrste koji joj pripadaju

## Rodovi
1. Acrymia Prain
2. Cymaria Bentham